# Apogon bryx
Apogon bryx es una especie de pez de la familia de los apogónidos en el orden de los perciformes.

## Morfología
Los machos pueden alcanzar los 5,2 cm de longitud total.

## Distribución geográfica
Se encuentran en las plataforma continentales del Mar Rojo, del océano Índico, de Australia y de las Filipinas.